# Le Bleymard
Le Bleymard est une ancienne commune française, située dans le département de la Lozère en région Occitanie. Elle fait partie depuis le 1er janvier 2017 de la commune nouvelle de Mont Lozère et Goulet dont elle constitue le village principal. La mairie de la nouvelle commune se situe au Bleymard.
Ses habitants sont appelés les Bleymardois. Elle se caractérise par la présence de plusieurs châteaux et de nombreux sentiers de randonnée qui permettent le développement du tourisme.

## Géographie

### Localisation
Le Bleymard est situé dans la vallée du Lot, sur la route D 901, à 20 km à vol d'oiseau à l'est de Mende, 9 km à l'est de Bagnols-les-Bains et 3 km à l'ouest du col des Tribes (1 130 m), qui donne accès à la vallée de l'Altier (le col des Tribes est sur la ligne de partage des eaux entre l'océan Atlantique et la mer Méditerranée). La vallée du Lot est ici encadrée par le mont Lozère (1 699 m au sommet de Finiels) au sud et par la montagne du Goulet (1 497 m) au nord ; la route D 20 qui, vers le sud, mène au Pont-de-Montvert, dans la vallée du Tarn, franchit le mont Lozère au col de Finiels (1 541 m), non loin du sommet.
Selon le classement établi par l'INSEE en 1999, Le Bleymard est une commune rurale non polarisée, qui ne fait donc partie d’aucune aire urbaine ni d'aucun espace urbain.

### Communes limitrophes
|                                                 | Belvezet (Mont Lozère et Goulet)       | Chasseradès (Mont Lozère et Goulet) |
| Saint-Julien-du-Tournel (Mont Lozère et Goulet) | du Bleymard                            | Cubières                            |
|                                                 | Mas-d'Orcières (Mont Lozère et Goulet) |                                     |

### Géologie et relief
En ce qui concerne la géologie, la partie de la commune au sud du Lot est constituée par des roches sédimentaires (calcaires et dolomies) sur environ 2 km, jusqu'à une ligne de faille après laquelle on trouve des roches métamorphiques (schistes, gneiss). Le lit du Lot et la montagne du Goulet sont entièrement en roches métamorphiques.
Le relief est marqué par cette situation géologique : les hauteurs au sud du Lot, formées sur les terrains sédimentaires, sont caractérisées par des sommets aplatis et par la toponymie : Cham Redonde (Chalm Redonda, 1 288 m), La Cham (La Chalm, 1 195 m), la Chaumette (La Chaumeta, 1 201 m). 

### Hydrographie
Ce secteur est arrosé par le ruisseau de la Combe Sourde (Comba Sorda), sur le cours duquel se trouve le bourg du Bleymard.

### Hameaux et lieux-dits
La commune est pourvue de deux agglomérations centrales :
- le bourg du Bleymard (mairie, église, poste) sur la D 20, un peu à l'écart de la D 901, est un village de type montagnard avec des maisons mitoyennes le long de deux rues assez étroites ;
- le long de la D 901, se trouvent le village de Saint-Jean-du-Bleymard et le quartier de la Remise ; les grands établissements tertiaires (équipement, garage, supermarché) ont été installés dans ce secteur plus spacieux et plus accessible aux voitures. Une certaine urbanisation a lieu le long de la D 20 vers le Goulet.

Les principaux écarts sont les hameaux de Bonnetès et de Valescure (Valescura) sur la montagne du Goulet.

## Histoire
Au tout début[Quand ?], le Bleymard est un tout petit village de 8 à 10 maisons dont la moitié est habitée par de petits fiefs[Quoi ?] dépendant du seigneur du Tournel.
Ces fiefs se distinguent des autres maisons par leurs tours carrées.
Dans sa monographie de 1862, un auteur-instituteur, nommé Boudoussier, rapporte :
« La maison Peytavin dit Massadort décorée de 3 tours carrées est un ancien château en bon état ; la maison Veyrunes dit Misit et celle de la veuve Albouy sont ornées, chacune, d'une tour carrée et la maison Pelorjas d'une belle tour ronde qui parait bien antique... »
Ce n'est qu'à l'heure du concordat que le Bleymard est devenu une commune.
En 1862, selon la source précédemment citée, le village compte 98 maisons, 112 feux et 441 habitants. Saint-Jean, quant à lui, comporte 16 maisons et 61 habitants. Une « baraque », nommée « Hôtel du Lot », se situe en outre sur la route impériale no 101, entre Le Bleymard et Saint-Jean. Elle comporte, en fait, trois belles maisons espacées destinées à donner asile au roulage et à héberger les voyageurs.

## Politique et administration

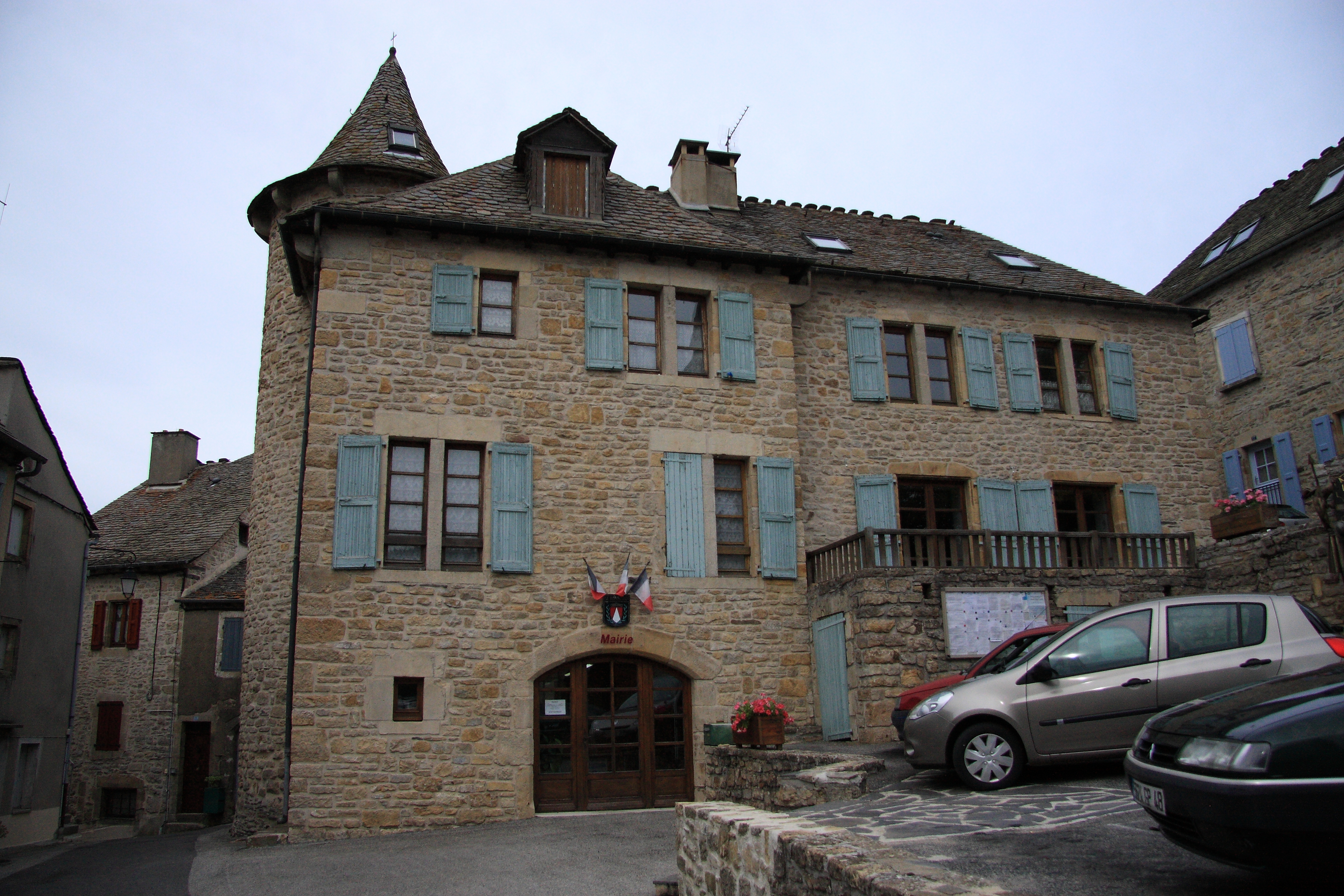
La mairie, sur la place de l'Église.

| Période      | Période                    | Identité           | Étiquette | Qualité |
| ------------ | -------------------------- | ------------------ | --------- | ------- |
| janvier 2017 | En cours (au 20 juin 2020) | Jeannine Cubizolle |           |         |

## Population et société

### Démographie
L'évolution du nombre d'habitants est connue à travers les recensements de la population effectués dans la commune depuis 1793. À partir du 1er janvier 2009, les populations légales des communes sont publiées annuellement dans le cadre d'un recensement qui repose désormais sur une collecte d'information annuelle, concernant successivement tous les territoires communaux au cours d'une période de cinq ans. 
Pour les communes de moins de 10 000 habitants, une enquête de recensement portant sur toute la population est réalisée tous les cinq ans, les populations légales des années intermédiaires étant quant à elles estimées par interpolation ou extrapolation. Pour la commune, le premier recensement exhaustif entrant dans le cadre du nouveau dispositif a été réalisé en 2007,.
En 2014, la commune comptait 377 habitants, en évolution de +8,65 % par rapport à 2009 (Lozère : −1,04 %, France hors Mayotte : +2,49 %).
| 1793 | 1800 | 1806 | 1821 | 1831 | 1836 | 1841 | 1846 | 1851 |
| ---- | ---- | ---- | ---- | ---- | ---- | ---- | ---- | ---- |
| 752  | 748  | 749  | 486  | 583  | 597  | 583  | 596  | 652  |

| 1856 | 1861 | 1866 | 1872 | 1876 | 1881 | 1886 | 1891 | 1896 |
| ---- | ---- | ---- | ---- | ---- | ---- | ---- | ---- | ---- |
| 610  | 553  | 540  | 575  | 600  | 678  | 665  | 605  | 649  |

| 1901 | 1906 | 1911 | 1921 | 1926 | 1931 | 1936 | 1946 | 1954 |
| ---- | ---- | ---- | ---- | ---- | ---- | ---- | ---- | ---- |
| 598  | 621  | 697  | 553  | 575  | 549  | 448  | 493  | 336  |

| 1962 | 1968 | 1975 | 1982 | 1990 | 1999 | 2007 | 2012 | 2014 |
| ---- | ---- | ---- | ---- | ---- | ---- | ---- | ---- | ---- |
| 324  | 295  | 358  | 434  | 440  | 446  | 356  | 375  | 377  |

## Culture locale et patrimoine

### Lieux et monuments
- L'église Saint-Jean-Baptiste.

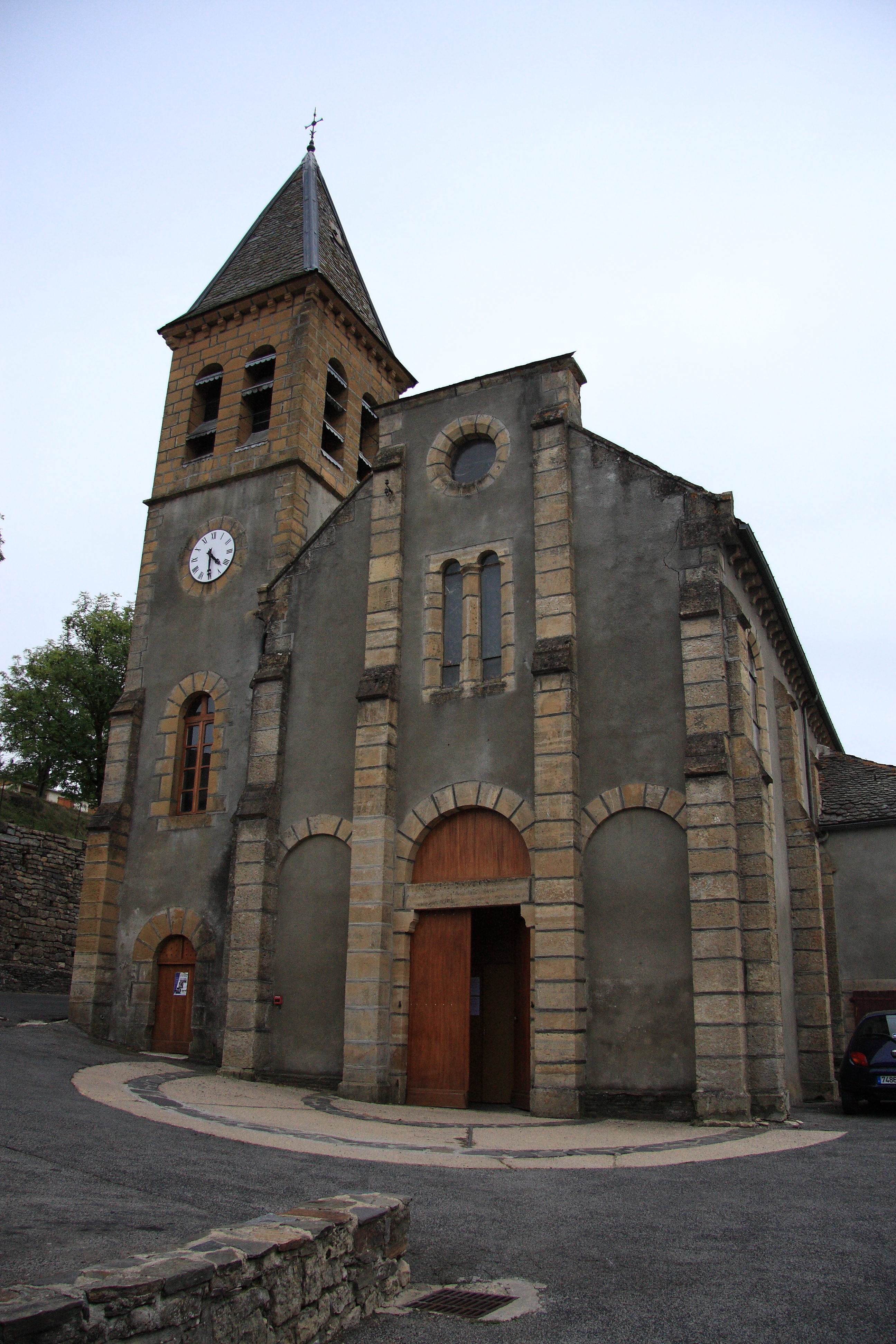
L'église Saint-Jean-Baptiste (extérieur).

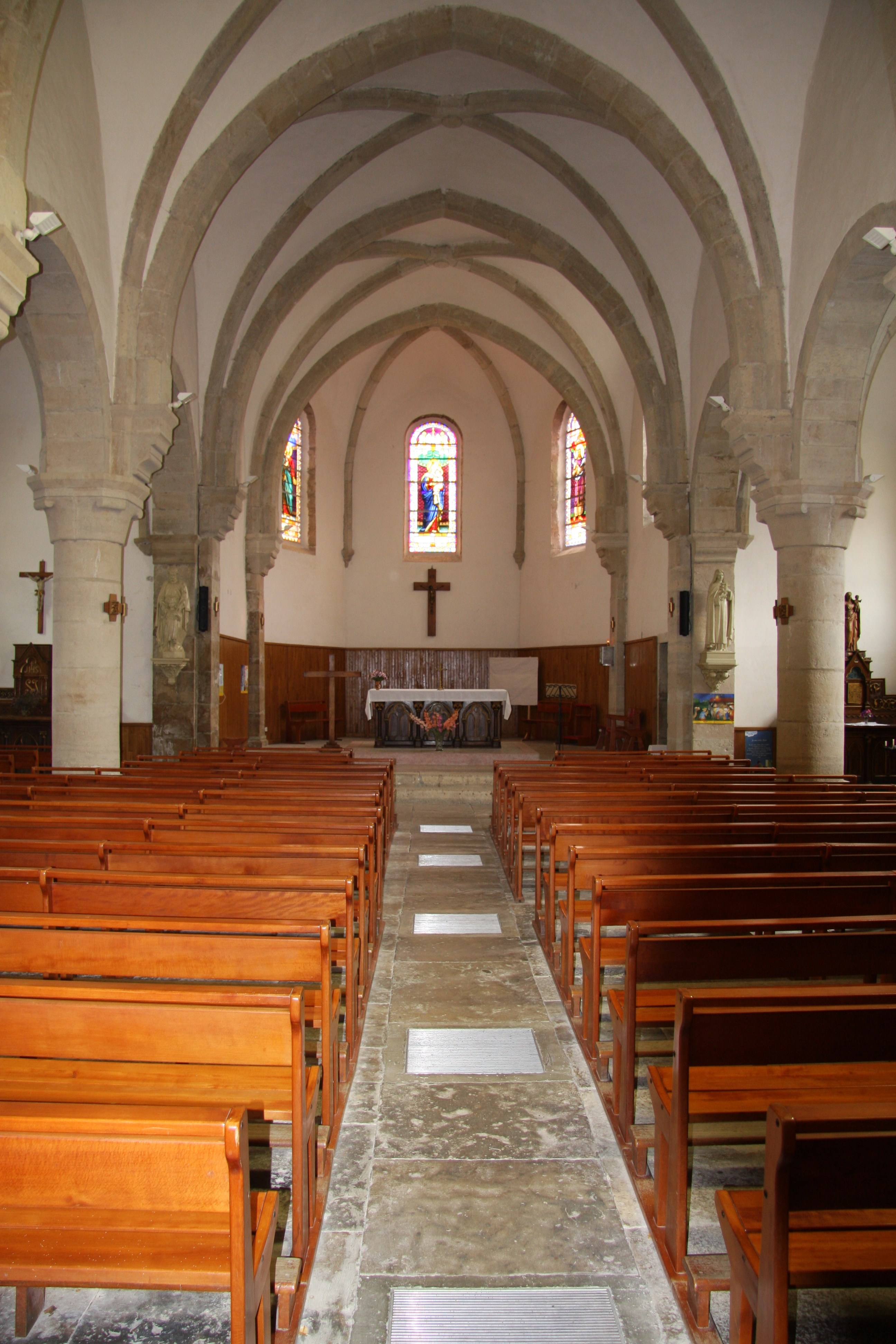
L'église Saint-Jean-Baptiste (intérieur).

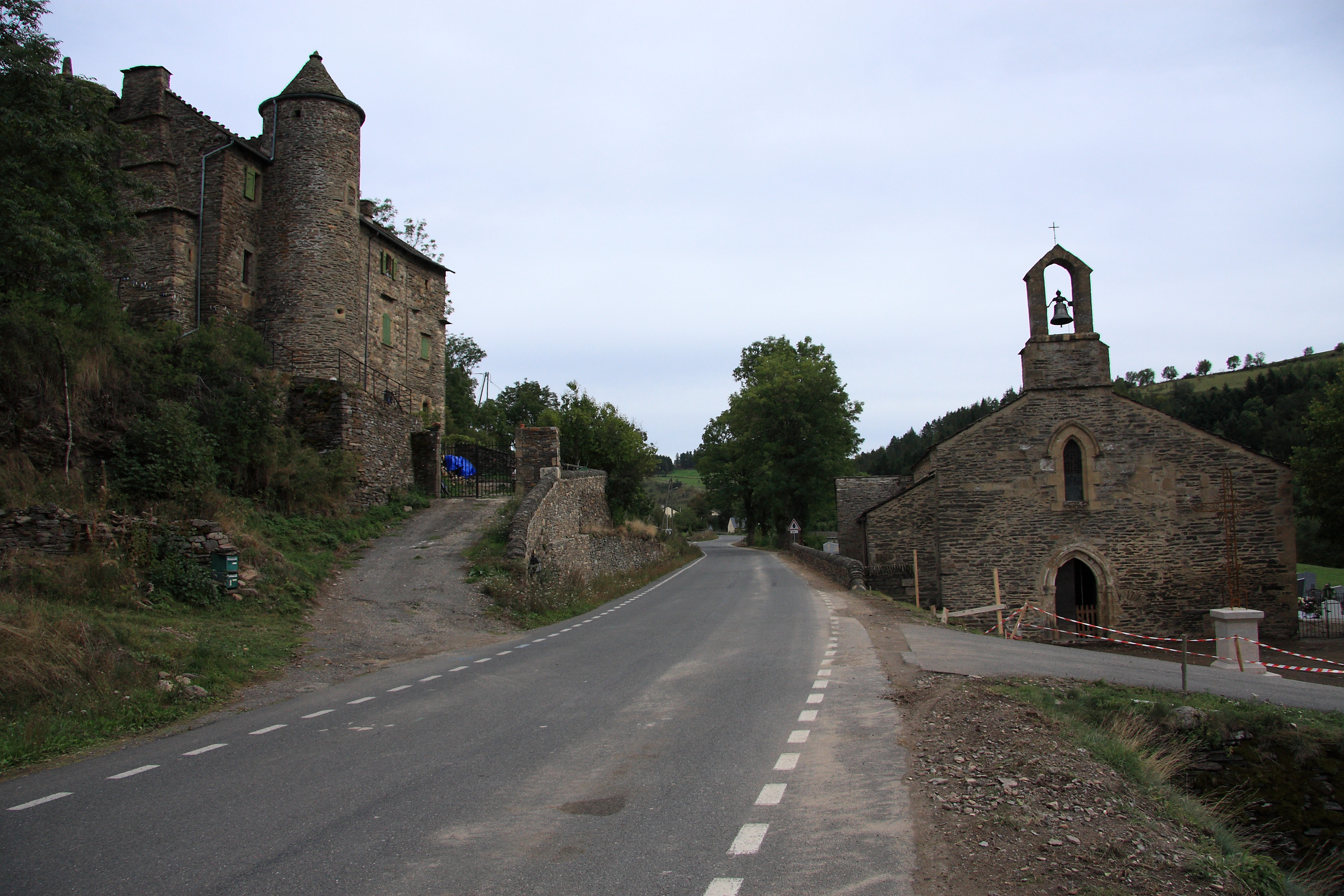
À Saint-Jean-du-Bleymard, à gauche le prieuré et à droite la chapelle.

- La chapelle de Saint-Jean-du-Bleymard du XIIe siècle, classée aux monuments historiques en 1979.
- La draille de Languedoc : chemin de transhumance qui marque encore le paysage sur la montagne du Goulet, le long de la D 20, et sur le mont Lozère.
- La maison Peytavin.

### Personnalités liées à la commune

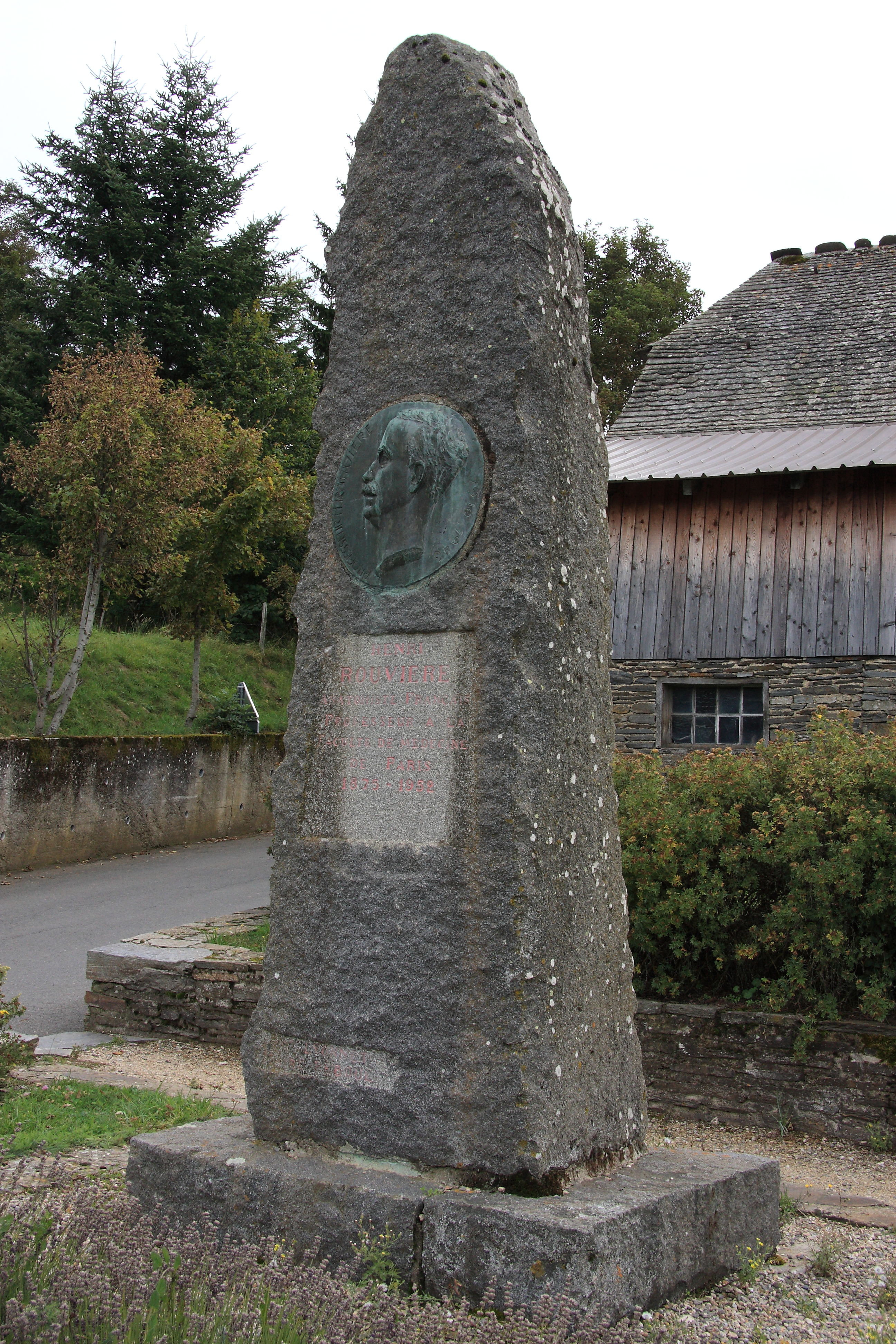
Mémorial à Henri Rouvière.

- Alphonse Magnien (1837-1902), supérieur du séminaire St. Mary's à Baltimore.
- Robert Louis Stevenson (1850-1894), écrivain écossais, traversa Le Bleymard le 27 septembre 1878 lors de sa randonnée à travers les Cévennes relatée dans son Voyage avec un âne dans les Cévennes (1879).
- Henri Rouvière (1876-1952), natif du Bleymard, professeur d'anatomie à la faculté de médecine de Paris et membre de l'Académie nationale de médecine. Son buste est sur la place principale du village et le collège du Bleymard porte son nom.
- Raymond Lavigne (1922-2014), natif du Bleymard, résistant, militant communiste, grand reporter, rédacteur en chef adjoint à L'Humanité, écrivain, poète.
- Romain Paulhan (né en 1988), champion de France de VTT de descente en 2010 est natif du Bleymard.

### Héraldique
| Le Bleymard | Son blasonnement est : de gueules à la pointe d'argent. Il s'agit du même blasonnement que celui de la baronnie du Tournel dont le Bleymard faisait partie. |